# Amichai Chasson
Amichai Chasson (también: Amijai Hasón) (en hebreo: עמיחי חסון‎, nació en Ramat Gan, en 9 de junio de 1987) es un poeta, editor, periodista,  guionista y director de cine y televisión y crítico literario israelí.
asistió ala Escuela de Cine y Televisión Sam Spiegel. actualmente el director artístico del Beit Avi Chai, en Jerusalén. Comenzó su carrera como periodista cultural. Es uno de los editores de la revista de poesía Meshiv Haruach y uno de los organizadores del Festival Internacional Kisufim para poetas y escritores judíos de todo el mundo. Sus poemas fueron traducidos al alemán, ingléshúngaro, rumano, ruso y español. 

## Premios
- el premio del Ministerio de Cultura para poetas nóveles (2015)
- Premio Dr. Gardner Simon de Poesía Hebrea  - Premio Nechama Rivlin (2018)
- Premio del Primer Ministro de Obras Literarias Hebreas (2021)

## Títulos en Español
- Un desierto con casa (Eben Hoshen, 2015)
- Bli_Má/Sin_qué (Instituto Bialik, 2018)
- Canciones al borde (Instituto Bialik, 2022)

## Documentales
- Footsteps in Jerusalem (2013)[3]
- Yeshurun en 6 capítulos (2018) - Se trata de un documental acerca de la vida y la obra de un gran 'outsider', el poeta Avot Yeshurun, realizada en el marco del proyecto HaIvrim.[4]